# Ithomia iphianassa
Ithomia iphianassa är en fjärilsart som beskrevs av Doubleday 1847. Ithomia iphianassa ingår i släktet Ithomia och familjen praktfjärilar. Inga underarter finns listade i Catalogue of Life.

## Bildgalleri

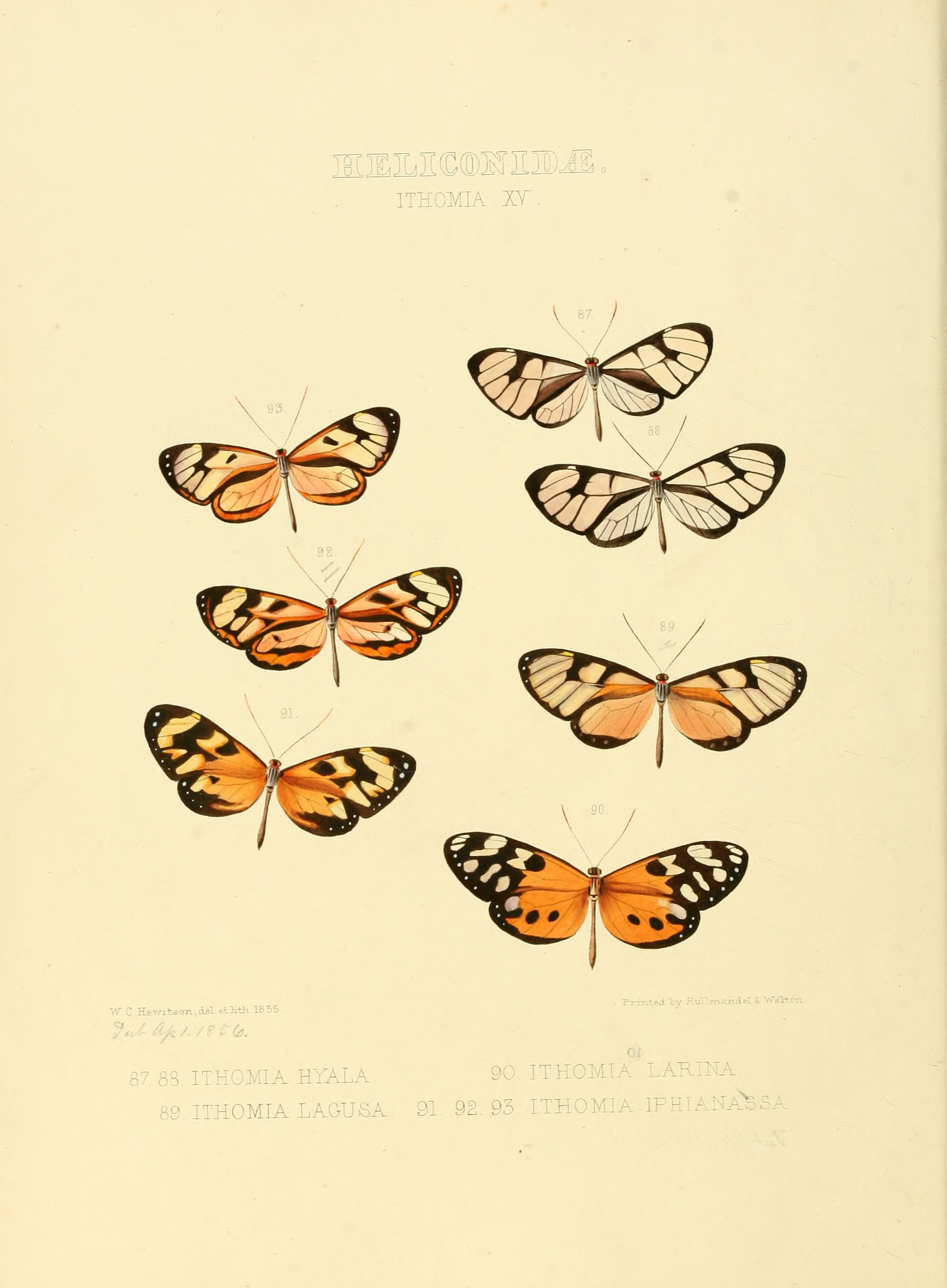
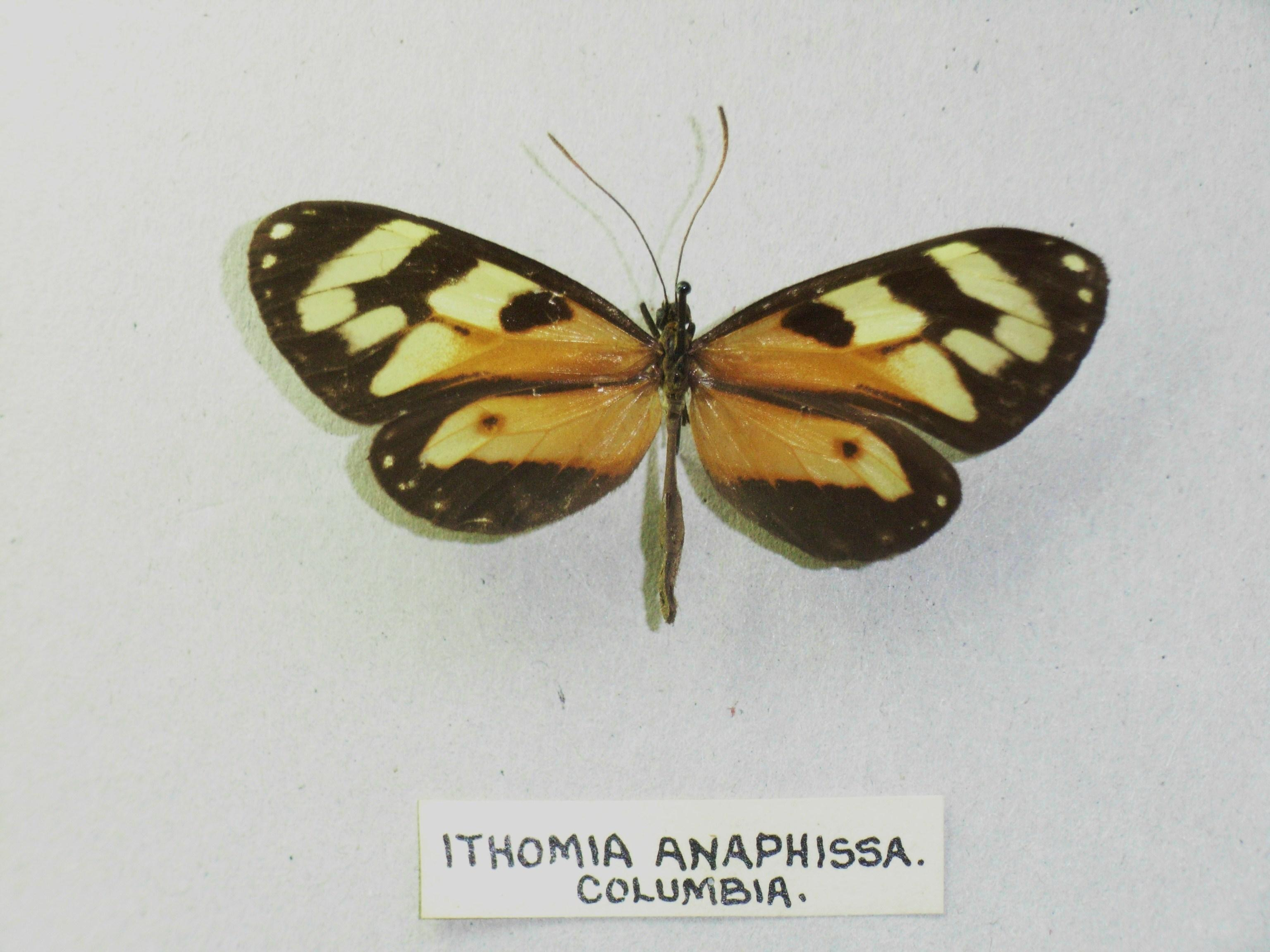